# Маєр Вільгельм Євгенович
Вільгельм (Василь) Євгенович Маєр (нім. Wilhelm Maier; нар. 6 грудня 1918, Високопілля, Херсонська губернія (нині — Херсонська область) — пом. 10 лютого 1985, Іжевськ, Російська РФСР) — радянський історик-медієвіст, германіст, аграрник, також звертався до удмуртознавства. Доктор історичних наук (1968), професор (1969), завідувач кафедрою загальної історії Удмуртського держуніверситету з 1964 року, також був проректором з наукової роботи. Заслужений діяч науки Удмуртської АРСР.

## Біографія
Народився 1918 року в селянській родині в с. Високопілля. Закінчив неповно-середню школу в Запоріжжі. У вересні 1937 року вступив на історичний факультет Московського державного університету імені М. В. Ломоносова, займався на кафедрі нової історії. Студентом був запрошений на роботу до Інституту марксизму-ленінізму (ІМЕЛ). Не закінчивши п'ятого курсу, 7 липня 1941 року добровольцем пішов на фронт; однак, як етнічний німець, невдовзі був відкликаний з лав Червоної армії і відправлений у тил, опинившись з 1942 року в Удмуртії. Після закінчення війни у 1945 році закінчив МДУ.
З того ж року і до кінця життя викладав в Удмуртському державному педінституті (держуніверситеті), з 1964 року працював завідувачем кафедри загальної історії, був проректором з наукової роботи (1972—1976).
У 1955 році захистив кандидатську дисертацію «„Статути“ (Weistümer) як джерело з вивчення становища селян в Німеччині наприкінці XV — на початку XVI ст.», а в 1968 році в Московському державному педагогічному інституті імені В. І. Леніна — докторську дисертацію «Розвиток продуктивних сил сільського господарства та аграрні відносини в Німеччині в XIV—XVI ст.». Став першим доктором наук в Удмуртському педагогічному інституті.
Був головою республіканського Товариства дружби " СРСР-НДР, очолював республіканську атеїстичну раду, був членом президії республіканського Комітету захисту миру. Нагороджений багатьма медалями.
Дружина — Борислава Петрівна, до шлюбу Сисоєва, педагог; в шлюбі з 1946 року.
Пам'яті історика присвячені щорічні Маєровські читання в Інституті історії та соціології Удмуртського державного університету.